# خدمة الانقاذ التطوعي تاترا
خدمة الانقاذ التطوعي تاترا (بالبولندية: Tatrzańskie Ochotnicze Pogotowie Ratunkowe (TOPR))‏ هي منظمة غير ربحية في بولندا، تعمل على إنقاذ متسلقي الجبال الذين تقطعت بهم السبل والسياح وغيرهم من المحتاجين إلى الإنقاذ في جبال تاترا البولندية. إنها واحدة من أقدم جمعيات إنقاذ الجبال في العالم. هي واحدة من بعض المنظمات حول العالم التي لا تفرض رسوما مقابل الانقاذ.

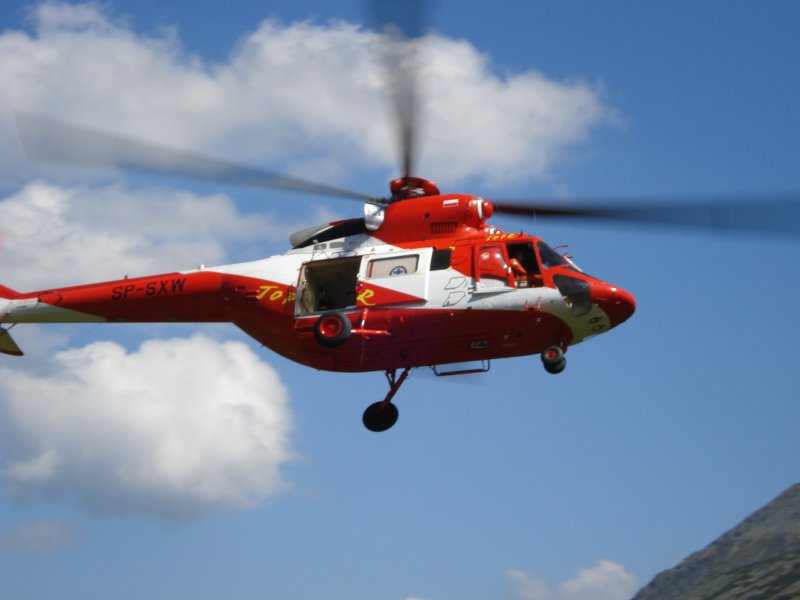
مروحية خدمة الانقاذ التطوعي تاترا PZL W-3

يُطلب من كل منقذ إكمال دورة تدريبية خاصة على مروحية TOPR PZL W-3 (تتراوح مدتها بين 1.5 و 3 سنوات)، حيث يُظهر كل متطوع معرفة ممتازة في طبوغرافية الموقع بالإضافة إلى القدرات العملية بما في ذلك التسلق والتزلج والكشف عن الكهوف والإنقاذ والإسعافات الأولية. بعد الانتهاء من التدريب، يُقسم المنقذين على يد المدير.
في عام 2011، تألفت الجمعية من حوالي 250 عضوًا، حصل 140 منهم على إذن للمشاركة في مهام الإنقاذ. غالبيتهم كانو من المتطوعين. 33 فقط منهم حصلواعلى احترافية الانقاذ.

## التاريخ

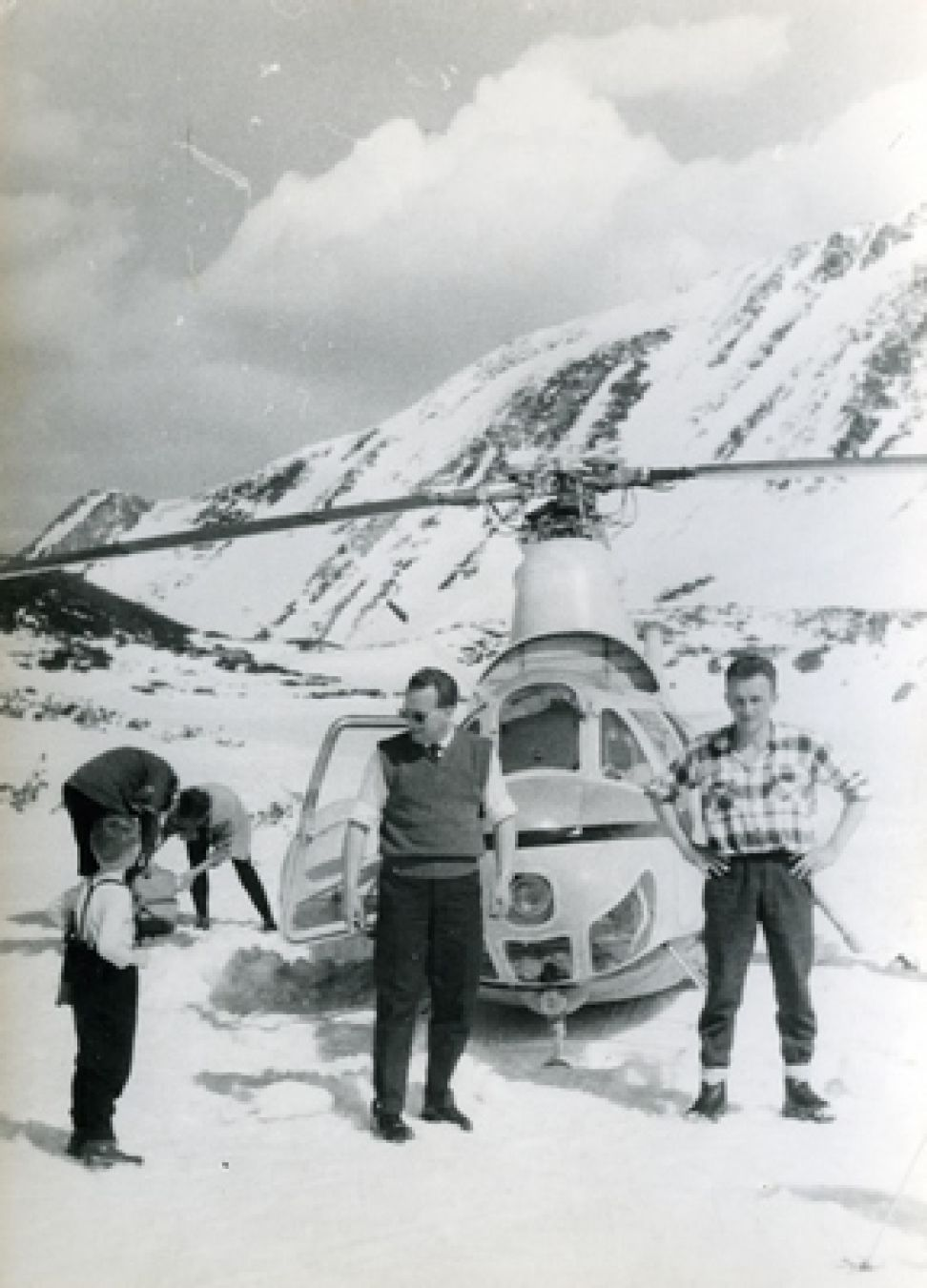
رجال الإنقاذ خدمة الانقاذ التطوعي تاترا يقومون بتشغيل ميل مي-1

بدأ إطلاق المشروع الأولي لجمعية إنقاذ المتسلقين في عام 1908. كان موت الملحن البولندي Mieczysław Karłowicz في الانهيار الجليدي سببا في تسريع إنشاء المنظمة، التي سُجلت في النهاية في 29 أكتوبر 1909في بولندا. وكان رئيسها كازيميرز دوسكي ومديرها ماريوس زاروسكي يقع مقر المنظمة في زكوبن.
في عام 1910، أثناء مهمة إنقاذ على الجدار الشمالي، توفي أحد رجال الإنقاذ يدعى كليمنس باشليدا في انهيار صخري، على الرغم من أوامر المدير ل كليمنس ليوقف العملية بسبب الظروف الجوية وكانت هذه التضحية البطولية بلا جدوى حيث ان متسلق الجبال ستانيسواف زولاكيفيتش قد مات في الوقت الذي وصل فيه الفريق.
خلال السنوات القليلة الأولى، تألفت المنظمة من 11 منقذًا فقط. زاد عدد المتطوعين حتى عام 1939 بعد 20 عامًا من إطلاقها، كان لدى المنظمة 50 من المنقذين المدربين.
في عام 1939، بعد اندلاع الحرب العالمية الثانية، توقفت المنظمة عن العمل وانتشر سكان زاكوباني في جميع أنحاء البلاد. في عام 1940، أثناء الاحتلال الألماني لبولندا، تمكنت ألمانيا من التأثير على المنظمة لاستئناف خدمات الإنقاذ، وعملت المنظمة تحت اسم التطوع لانقاذ متسلقين جبال تاترا طوال فترة الحرب.
في عام 1952، دُمجت خدمة الإنقاذ التطوعي في GOPR (وهي منظمة تطوعية جزئية وغير ربحية لإنقاذ الجبال في بولندا، وتساعد الأشخاص المعرضين للخطر أثناء تواجدهم في الجبال؛ والوقاية من الحوادث وحماية الحياة الفطرية. تنقسم GOPR إلى سبعة أقسام، واحدة لكل سلسلة جبال رئيسية في بولندا)
استخدمت منظمة تاترا طائرة هليكوبتر لأول مرة خلال مهمة إنقاذ في عام 1963. وكان Tadeusz Augustyniak، طيار إنقاذ متمرس وعضو فخري في المنظمة كان يستخدم مركبة تسمى SM_1. نقلت السيارة سائحاً مصاباً بكسر في الساق من وادي البحيرات الخمس إلى مستشفى في زاكوباني.
قام رجال إنقاذ المنظمة بتشغيل مروحية ميل مي-1 في عام 1974، تبنى رجال الإنقاذ كلب يدعى Cygan، وهو كلب يحمل رخصة إنقاذ من الانهيار الجليدي. كان Cygan كلب ألماني.

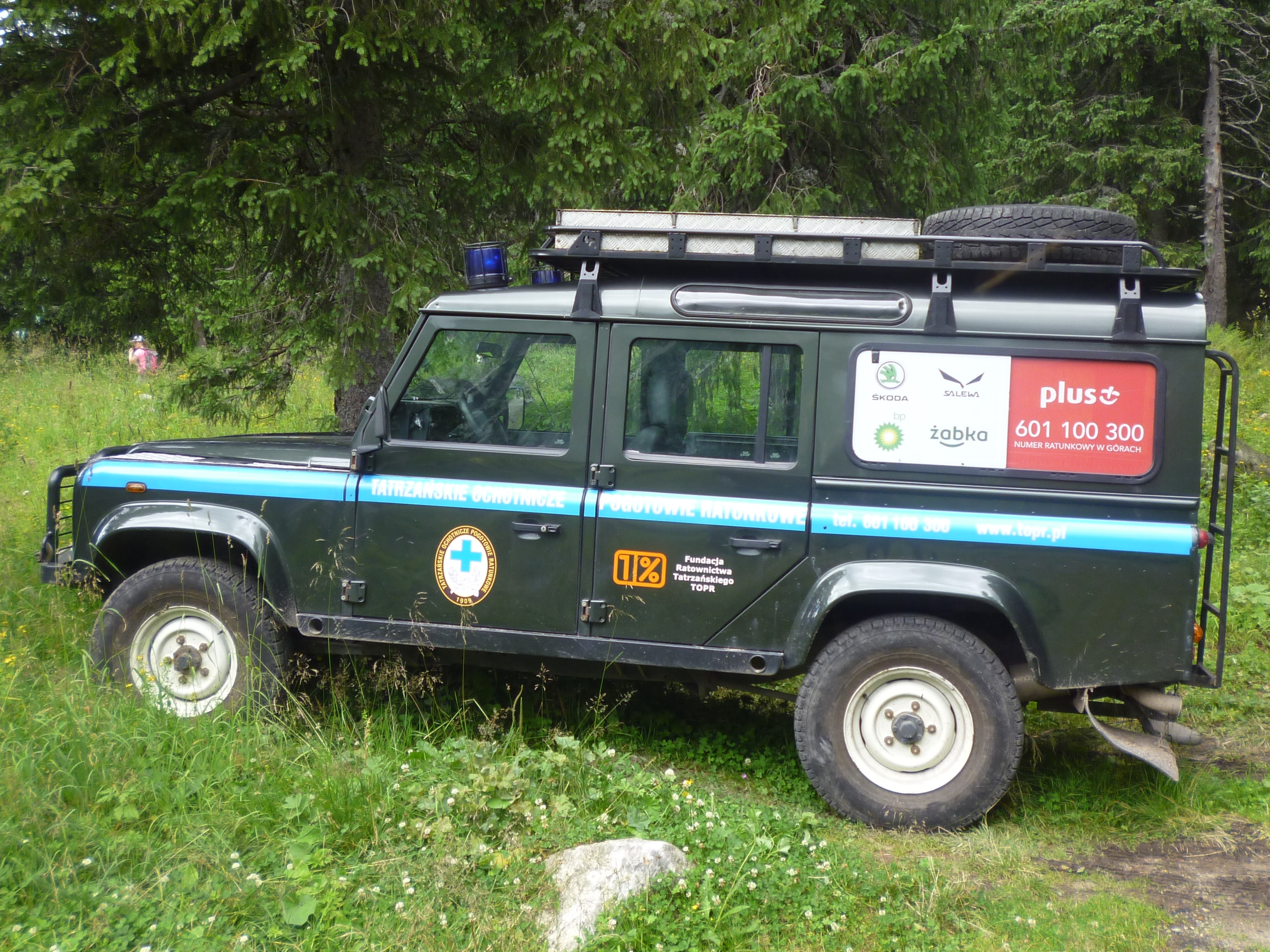
لاند روفر ديفندر في جبال تاترا

في عام 1991، أصبحت منظمة تاترا منظمة مستقلة وسُحبت من GOPR. بعد مرور عام، منح رئيس بولندا يدعى ليخ واسا، رجال الإنقاذ في تاترا طائرة PZL W-3 Sokół. كان للمروحية الجديدة نظام تحوم أكثر تقدمًا من طراز ميل مي-2 المستخدمة سابقًا، وبالتالي جعلت مهام الإنقاذ في المناطق المرتفعة التي يصعب الوصول إليها في الجبال أكثر أمانًا. كان لدى PZL W-3 Sokół قدرة وزن متزايدة أيضًا، مما يسمح بنقل المزيد من رجال الإنقاذ. بعد أقل من 3 سنوات، تحطمت الطائرة خلال عملية إنقاذ. قُتل طياران Bogusław Arendarczyk و Janusz Rybicki) و 2 من رجال الإنقاذ (Janusz Kubica و Stanisław Mateja).
في عام 1999، دُمجت مؤسسة تاترا للبحث والإنقاذ في اللجنة الدولية لإنقاذ جبال الألب.
الكارثة الأكثر مأساوية في جبال تاترا وقعت في يناير 2003، حيث أن مجموعة من طلاب المدارس الثانوية من تيشي كانوا متجهين نحو جبل ريسي تعرضوا لانهيار جليدي، مما أدى إلى مقتل 8 أشخاص. خلال اليوم الثاني من مهمة الإنقاذ، حدث خطأ فادح في إحدى طائرات الهليكوبتر، «سوكوز»، مما أدى إلى توقف عمل كلا المحركين. تمكن طيار يدعى هنريك سيردا، من القيام بهبوط آلي، مما تسبب في أضرار جسيمة للمركبة ولكن تجنب إلحاق الضرر بأي أجسام أرضية. بعد الحادث بقليل فُصل الطيار بسبب اختراق قوانين سلامة الطيران. أعاد هنريك الاستئناف وحُكم ببراءته بسبب تقارير المسؤولين لفحص الطائرة حيث اكدت الشركة المصنعة احتمال عدم صيانة "Sokó" بشكل صحيح. حُولت هذه المأساة إلى فيلم بعنوان "Cisza" (الصمت) والذي عُرض لأول مرة في عام 2010.